# Vicky Léandros
Vicky Léandros, gr. Βίκυ Λέανδρος, vero nome Vassiliki Papathanasiou (Palaiokastritsa, 23 agosto 1949), è una cantante greca.

## Biografia
Nel 1957 seguì il padre compositore Leo Leandros in Germania, dove tuttora vive.
Rivelò il suo talento in giovanissima età, mentre prendeva lezioni di chitarra, musica, danza, balletto e canto. Quando non aveva ancora 13 anni pubblicò il suo primo disco Messer, Gabel, Schere, Licht, che ebbe un notevole successo in Germania. Questo fu solo l'inizio di una lunga carriera per lei e il padre che fu per Vicky compositore (con lo pseudonimo Mario Panas), manager e produttore.
Nel 1967, rappresentò il Lussemburgo all'Eurovision Song Contest con la canzone L'amour est bleu. Si classificò solamente al quarto posto ma la sua carriera internazionale ebbe un notevole lancio: incise la canzone in otto lingue diverse vendendo dischi in tutto il mondo.
In quel periodo pubblica anche alcuni 45 giri in Italia, incisi per la Derby con il solo nome "Vicky".

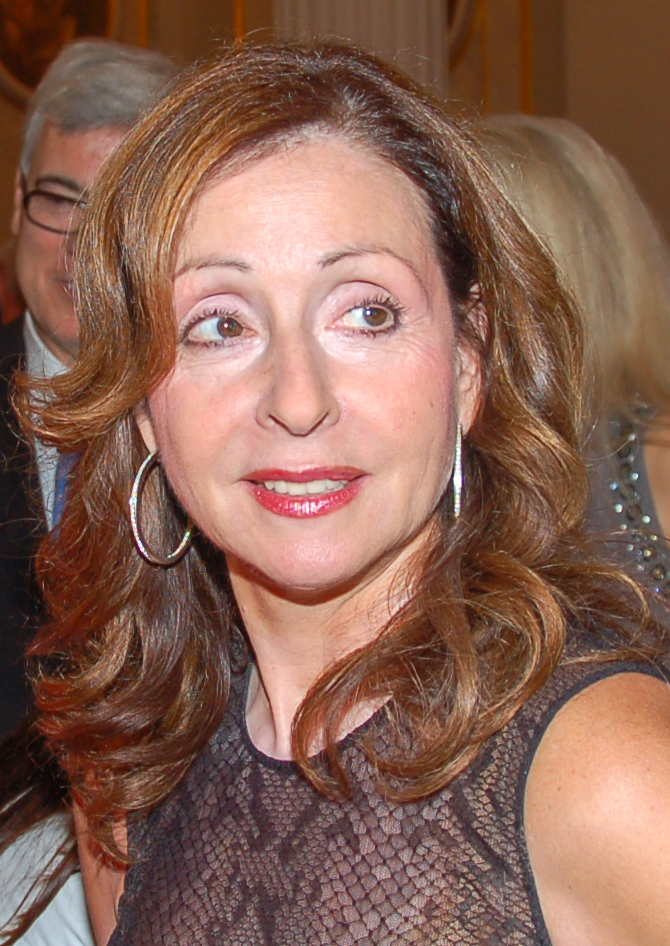
Vicky Leandros alla consegna del Premio Quadriga 2010 a Berlino

Cinque anni dopo torna a rappresentare il Lussemburgo all'Eurovision Song Contest 1972. Questa volta vince con la canzone Après toi che, in quasi trent'anni, ha venduto più di 10 milioni di copie. Tradotta in inglese con il titolo Come what may, è stata un grande successo in Gran Bretagna dove raggiunse il numero 2 nella hit parade. Altre versioni furono quella in italiano Dopo te, spagnolo Y despuès e tedesco Après toi (Dann kamst du).
Nel 2000 cominciò ad autoprodurre i propri dischi. L'album Jetzt ebbe un notevole successo, sia nelle vendite che nella critica del settore.
Nel 2011 collaborò con gli Scooter, techno band tedesca, per la realizzazione del loro singolo C'est bleu.
Vicky Leandros durante la sua carriera ha ricevuto numerosi premi, inclusi dischi d'oro e di platino per aver venduto più di 100 milioni di dischi.

## Vita privata
Dal 1982 al 1986 è stata sposata con l'impresario greco Ivan Zissiades, da cui ha avuto il primo figlio. Risposatasi poco dopo con il barone Enno von Ruffin, nel 2005 si è separata  anche da lui dopo diciannove anni di matrimonio. Col secondo marito ha avuto due figlie, una delle due è l'attrice Sandra von Ruffin.

## Discografia

### Singoli
- 1965 Messer, Gabel, Schere, Licht
- 1967 L'amour est bleu (Blau wie das Meer)
- 1968 Bunter Luftballon
- 1970 Klipp und klar
- 1971 Ich bin (Comme je suis)
- 1972 Après toi (Dann kamst du)
- 1972 Ich hab die Liebe gesehn
- 1972 Hey, Joe McKenzie
- 1973 Die Bouzouki klang durch die Sommernacht
- 1973 Lago Maggiore im Schnee (Le lac majeur)
- 1974 Theo, wir fahr'n nach Lodz
- 1974 Rot ist die Liebe
- 1975 Ja, ja, der Peter der ist schlau
- 1976 Tango d'amour
- 1976 Ich liebe das Leben
- 1977 Auf dem Mond, da blühen keine Rosen
- 1982 Verlorenes Paradies (verloren zijn we niet)
- 1983 Grüße an Sarah
- 1984 Ich hab nur ein paar Tränen bei dir gut
- 1985 Wunderbar
- 1988 Du hast schon längst Goodbye gesagt
- 1989 Oh, oh, oh
- 1990 Süchtig nach Geborgenheit
- 1990 Die Welt vor deinem Fenster
- 1991 S'agapo
- 1991 Nur mit dir
- 1994 Du bist mein schönster Gedanke
- 1995 Es ist so schön, dass es dich gibt
- 1996 Heute will ich lieben und leben
- 1996 Ich brauch deine Liebe
- 1996 Doch wenn du bleibst
- 1997 Günther gestehe
- 1997 Manolito
- 1997 Liebe
- 1997 Ich fange ohne dich neu an
- 1998 Weil mein Herz Dich nie mehr vergisst (My heart will go on)
- 1998 Du
- 1998 Zuhause in Griechenland
- 1998 Du gehst mir unter die Haut
- 1999 Ich liebe meinen Mann so sehr
- 1999 Du und ich - ein Leben lang (In the Morning)
- 2000 Und ich fliege zu dir
- 2000 Es geht mir wieder gut
- 2000 Me quedaré - Ich bleib bei dir
- 2001 Tanz mit mir
- 2001 Eleni
- 2002 Goodbye my love goodbye
- 2003 Erinner´ dich an die Träume
- 2004 Zauber einer Nacht
- 2004 Das Lied von Zorba
- 2005 Felix
- 2005 Fremd in einer großen Stadt
- 2006 Don't break my heart
- 2009 Möge der Himmel

### Album
- 1966 Songs und Folklore
- 1967 A taste of... Vicky
- 1967 A taste of... Vicky <International version>
- 1968 Summertime forever
- 1969 Vicky und ihre Hits
- 1969 Ich glaub' an dich
- 1971 Ich bin
- 1972 Vicky Leandros
- 1973 Meine Freunde sind die Träume
- 1974 Mein Lied für dich
- 1975 Ich liebe das Leben
- 1975 Tango d'amour <NL>
- 1975 Across the water
- 1977 Du, du liegst mir im Herzen
- 1977 V.L.
- 1978 Ich bin ein Mädchen
- 1978 Vicky Leandros <engl.-sprachige LP>
- 1981 Ich gehe neue Wege
- 1981 Love is alive
- 1982 Verlorenes Paradies
- 1983 Vicky
- 1985 Eine Nacht in Griechenland
- 1988 Ich bin ich
- 1990 Starkes Gefühl
- 1991 Nur einen Augenblick
- 1995 Lieben und Leben
- 1997 Gefühle
- 1998 Weil mein Herz Dich nie mehr vergisst
- 2000 Jetzt
- 2001 Now!
- 2001 Mit offenen Armen
- 2002 Weihnachten mit Vicky Leandros - Live aus der St. Michaeliskirche
- 2003 Vicky Leandros singt Mikis Theodorakis - CD & DVD
- 2004 Vicky Leandros singt Mikis Theodorakis - Olympia Edition (Doppel CD)
- 2005 Ich bin wie ich bin
- 2006 Ich bin wie ich bin - Special Edition
- 2006 Ich bin wie ich bin - Das Jubiläumskonzert (DVD)
- 2009 Möge der Himmel
- 2010 Zeitlos
- 2015 Ich weiß, dass ich nichts weiß